# Otto von Strandmann
Otto Magnus von Strandmann (russisch Отто Магнус фон Штрандман; * 10. Oktoberjul. / 21. Oktober 1746greg. in Dubinsky; † 30. Januarjul. / 11. Februar 1827greg. auf Zirsten) war ein russischer Generalleutnant.

## Leben

### Familie
Strandmann war Angehöriger einer deutsch-baltischen Familie die seit dem 17. Jahrhundert in Riga nachweislich ist, 1740 in den Reichsadelsstand gehoben wurde und 1750 das livländische bzw. 1827 das estländische Indigenat erhielt. Seine Eltern waren der russische Kapitän und Erbherr auf Kroppenhof, Zirsten und Teutschenbergen, Gustav von Strandmann (1704–1778) und Christine Eleonore von Hirschheydt (1716–1783). Der russische General der Infanterie Gustav Ernst von Strandmann (1742–1803) war sein älterer Bruder.
Er heiratete 1783 Anna Margareta Juliana Gräfin Stenbock (* 1765; 1790). Aus der Ehe sind vier Söhne und eine Tochter hervorgegangen. Die Tochter Julie von Strandmann (* 1790; † 1830) war mit dem Zivilgouverneur von Kurland Christoph Engelbrecht von Brevern verheiratet.

### Werdegang
Strandmann begann 1758 seine Laufbahn in russischen Militärdiensten und wirkte bei der Regulierung der Düna im Jahr 1765 mit. Seine Beförderung zum Major verbunden mit der Stellung eines Oberquartiermeisters erhielt er 1771. Strandmann avancierte 1773 zum Oberstleutnant und 1779 zum Oberst, gleichzeitig wurde er Kommandeur des Wiborg Infanterie-Regiments. 1787 war er Brigadier, stieg 1789 auf zum Generalmajor und avancierte schließlich 1796 zum Generalleutnant.
Er war aus väterlichem Erbe Besitzer der Güter Zirsten und Teutschenbergen in Livland sowie auf Hackhof in Estland. Strandmann war ein konservativer Landespolitiker und sprach sich 1803 gegen eine Beschränkung der Rechte der Gutsbesitzer aus. Seine livländischen Güter verkaufte er 1791 an den Legationsrat von Gerngroß.